# Manex Ansorregi
Manex Ansorregi Deba (Azcoitia, 11 de abril de 2002) es un jugador de baloncesto español, que mide 2,00 metros y ocupa la posición de alero. Actualmente milita en el Gipuzkoa Basket  de Primera FEB.

## Trayectoria
Formado en las categorías inferiores de Juaristi ISB. En la temporada 2019-20 con apenas 17 años formaría parte de la plantilla del Juaristi ISB de Liga LEB Plata.
En la temporada 2020-21, en su segunda temporada en las filas del Juaristi ISB de Liga LEB Plata, lograría el ascenso a Liga LEB Oro, siendo el MVP de la final por el ascenso.
En la temporada 2021-22, renueva su contrato con el Juaristi ISB, para disputar la Liga LEB Oro.
El 11 de julio de 2023, firma por el Gipuzkoa Basket de Liga LEB Oro por tres temporadas.

## Internacional
Es internacional con la selección española de baloncesto sub-19.